# 산비스카차속
산비스카차속(Lagidium)은 친칠라과에 속하는 설치류 속이다. 4종으로 이루어져 있다. 페루 중부와 남부, 칠레 북부에서 발견된다.

## 특징
꼬리 길이 200~400mm를 제외한 몸길이가 300~450mm인 대형 설치류로 몸무게는 최대 3kg이다.

## 분포
육상성 동물로 페루 남부부터 볼리비아를 거쳐 칠레 남부와 아르헨티나까지 안데스 지역에 널리 분포한다.

## 하위 종
- 에콰도르비스카차 (Lagidium ahuacaense)
- 페루비스카차 또는 북부비스카차 (Lagidium peruanum)
- 퀴비에비스카차 또는 남부비스카차 (Lagidium viscacia)
- 볼프손비스카차 (Lagidium wolffsohni)